# Maragatería
Die Maragatería ist eine Comarca (Verwaltungseinheit) im Nordwesten der Provinz León in der Autonomen Gemeinschaft Kastilien-León.

## Comarca
Die Maragatería ist in die Subcomarcas ‚Obere‘ (Alta Maragatería) und ‚Untere Maragatería‘ (Baja Maragatería) unterteilt, die vergleichsweise hoch gelegene Gesamtfläche bedeckt ca. 710 km². Die höchste Erhebung der Maragatería ist mit 2.188 Metern Höhe der Teleno in den Montes de León.
Verwaltungssitz und Hauptort ist Astorga, für die Alta Maragatería ist es Santa Colomba de Somoza, für die Baja Maragatería ist es Santiago Millas. Bischofssitz für die Maragatería ist ebenfalls Astorga, ein weiteres religiöses Zentrum befindet sich mit dem Gnadenbild der Virgen de los Remedios, der Schutzpatronin der Maragatos, in Luyego de Somoza.
Maragatería wäre mit Land der Maragatos zu übersetzen. Bis ins 16. Jahrhundert war jedoch der Name Somoza für diesen Landstrich gebräuchlich und findet sich auch heute noch als Bestandteil vieler Dorfnamen.

## Gemeinden (municipios)
| Municipio               | Bevölkerung  | Fläche     | Bevölkerungsdichte | Höhe ü. d. M. |
| ----------------------- | ------------ | ---------- | ------------------ | ------------- |
| Astorga                 | 11.633       | 46,78      | 248,67             | 869           |
| Brazuelo                | 311          | 98,13      | 3,17               | 965           |
| Lucillo                 | 408          | 164,91     | 2,47               | 1216          |
| Luyego                  | 740          | 132,31     | 5,59               | 1066          |
| Santa Colomba de Somoza | 518          | 179,10     | 2,89               | 989           |
| Santiago Millas         | 331          | 39,69      | 8,34               | 933           |
| Val de San Lorenzo      | 545          | 49,49      | 11,01              | 880           |
| Maragatería             | 14.486 Einw. | 710,41 km² | 20,39 Einw./km²    |               |

## Geschichte
Im Jahre 17 v. Chr. kam die Maragatería nach Unterwerfung der keltiberischen Asturer zum Römischen Reich. In der Folge wurde an den Flanken des Monte Teleno Gold geschürft und Astorga zum wichtigsten Verwaltungszentrum in West-Spanien ausgebaut. Zum Schutz der Goldtransporte, die auch von Las Médulas aus über Astorga führten, wurde dort eine starke Garnison eingerichtet.
Mit dem Niedergang des Goldbergbaus veränderte sich die Wirtschaftsstruktur wieder hin zur Agrarwirtschaft. Aufgrund der steinigen Böden und des ungünstigen Klima in den Montes de León suchten die Maragatos immer wieder andere Erwerbsquellen. Diese erschlossen sich nach der Entdeckung Amerikas, denn einerseits siedelten sie sich in den spanischen Kolonien in einem Gebiet an, das teils zu Argentinien und teils zu Uruguay gehört. Ihre Nachfahren nennen sich auch heute noch Maragatos. Andererseits nahm der Güterverkehr zwischen den galicischen Häfen und Madrid zu, und die Waren aus den Kolonien mussten ins Landesinnere und zur Hauptstadt transportiert werden. Die Maragatos wurden zu erfolgreichen Fuhrleuten, die für ihre Pünktlichkeit und Zuverlässigkeit geschätzt wurden. Mit dem Bau der Eisenbahn verlor das Fuhrgewerbe wieder an Bedeutung.
Durch Kolonialwaren wie Zucker und Kakao entwickelte sich Astorga zu einem Zentrum der Süßwarenherstellung, um das sich bald – von Werbe- und Verpackungsmittelherstellern bis hin zum Maschinenbau – verschiedene Zulieferergewerbe gruppierten. Im Zuge der Industrialisierung mussten viele dieser Betriebe schließen, Astorga ist jedoch auch heute noch für seine süßen Spezialitäten bekannt.

## Herkunft und Brauchtum der Maragatos

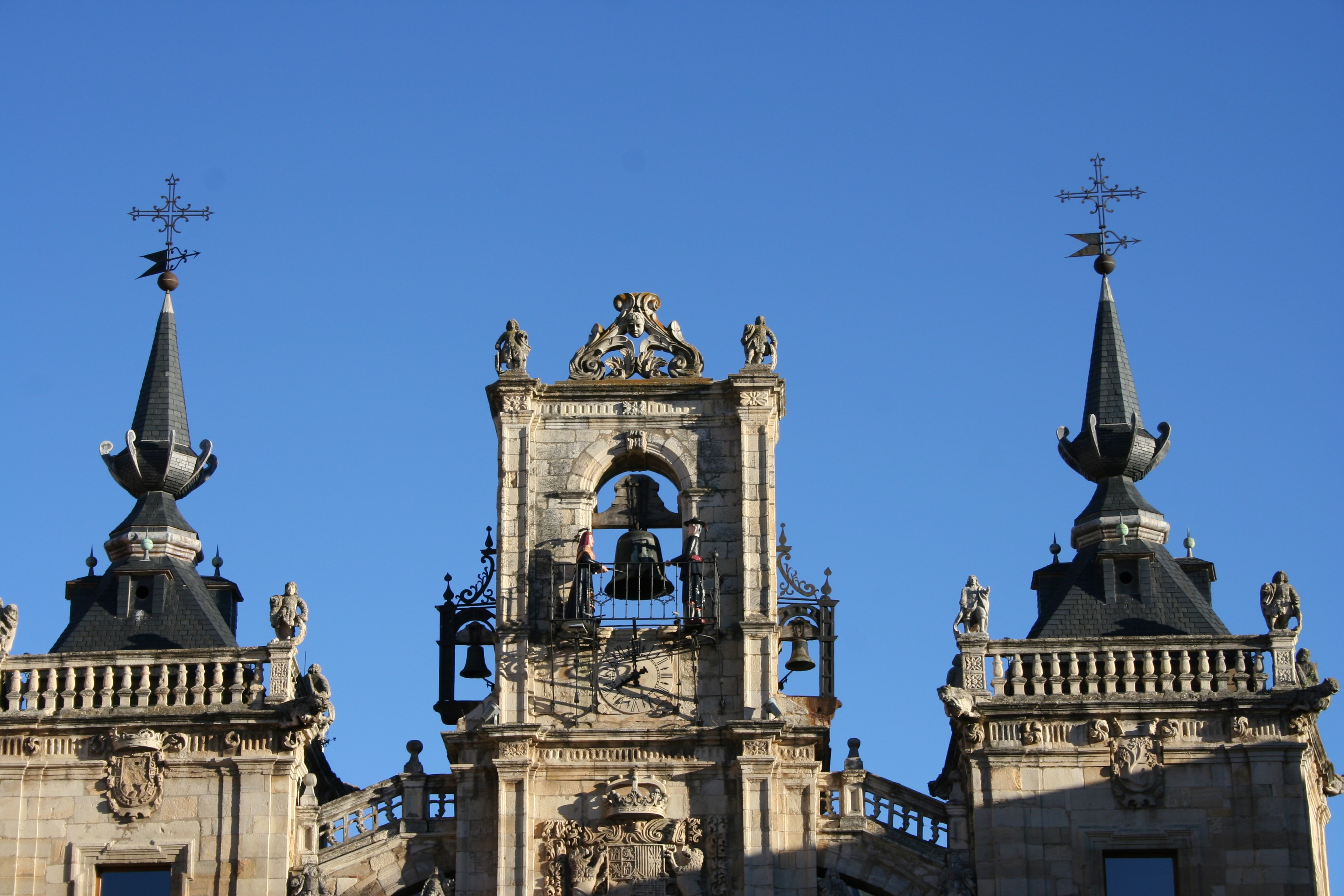
Rathaus Astorga mit Maragatofiguren

Das Volk der Maragatos war aufgrund ihrer fremdartigen Kleidung und Gebräuche ab dem 19. Jahrhundert Gegenstand ethnologischer Spekulationen. Diese befassten sich zunächst mit der Herkunft der Maragatos und versuchten diese vorzugsweise über den Volksnamen zu ergründen. Dabei wurden mehrere Varianten diskutiert – im Lande verbliebener Berberstamm, Nachfahren des bösen Asturierkönigs Mauregatus, ehemalige Maurensklaven (mauri capti), die letzten Keltiberer oder ein Mischvolk aus Mauren und Goten. Wahrscheinlich stammt der Namen von mercatores (Händler), weil die Bezeichnungen Maragatos und Maragatería erst seit dem 16. Jahrhundert für Leute und Land verwendet werden und die Gegend ursprünglich Somoza hieß und sich zu dieser Zeit der oben erwähnte Güterfernverkehr entwickelte.

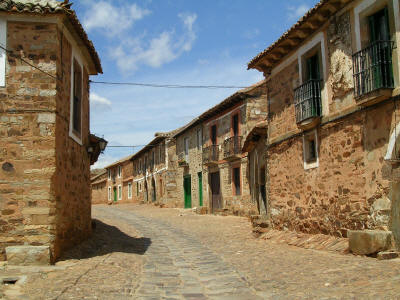
Castrillo de los Polvazares

Dieser Erwerbszweig beeinflusste das Erscheinungsbild der maragatischen Dörfer: gut gepflasterte Straßen, Gehöfte mit ausreichend Platz für Fuhrwerke, Einfahrten, die entsprechend der Wagenform des Hofbesitzers rund (Planwagen) oder eckig (offener Zweiradkarren) gestaltet wurden, Steinbänke, die das Aufsitzen erleichterten. Hervorragend zu besichtigen sind diese Ausformungen im restaurierten Dorf Castrillo de los Polvazares.

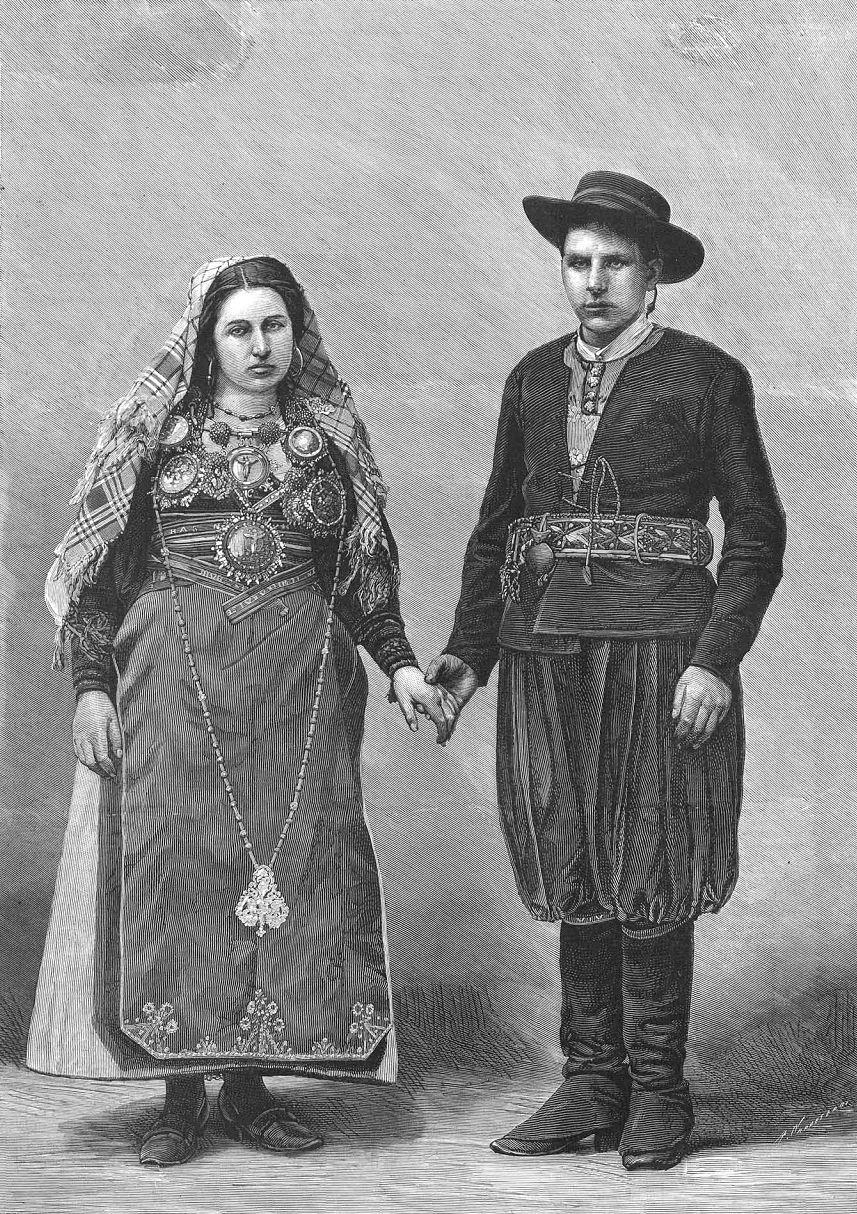
Maragatos aus Astorga um 1879

Die traditionelle Bekleidung der Männer bestand aus breitkrempigem Hut, weißem Hemd, Weste, Jacke, Pumphose und hohen Stiefeln und war ebenfalls auf die Fuhrwirtschaft abgestimmt: Hut und Jacke als Schutz gegen das Wetter, hohe Stiefel für schlammige Wege, Pumphosen, die sich gut mit Stiefeln tragen lassen. Die Frauen trugen weiße Röcke und Blusen, ein rotes oder schwarzes besticktes Mieder, eine rote Schürze, Mantilla und ein Kopftuch entsprechend ihrem Personenstand: weiß für Ledige, rot für Verheiratete. Diese Tracht herzustellen, ist sehr aufwendig, sie wird heute nur noch zu besonderen Festtagen getragen. Ein solcher ist die jährlich in Astorga stattfindende Boda Maragata, bei der eine traditionelle maragatische Hochzeit gefeiert wird. Ein Figurenpaar in dieser Tracht schlägt an der Rathausuhr in Astorga die vollen Stunden.
Ein als fremd empfundener Brauch war die gemeinsame Entbindung – dabei soll der Mann gemeinsam mit seiner Frau geschrien und nach der Entbindung ihren Platz im Kindbett eingenommen haben. Hintergrund war der Glaube, dass Frauen im Kindbett besonders schwach und verletzlich und einer Attacke durch böse Geister schutzlos ausgeliefert seien. Der Mann schützte also seine Frau, indem er den Geistern vorgaukelte, die geschwächte Wöchnerin zu sein.
Die maragatische Musiktradition und -praxis bedient sich wie in anderen Teilen Spaniens der Instrumente Trommel, Flöte und Kastagnette.

## Persönlichkeiten
Große Verehrung genoss Santiago Alonso Cordero (1791–1865) aus Santiago Millas, genannt Maragato Cordero, nicht nur wegen seines Kampfes gegen die napoleonischen Truppen, sondern weil er in Madrid als Abgeordneter in den Cortes, denen er seit 1836 angehörte, ungeachtet der aktuellen Mode in maragatischer Tracht auftrat.

## Schmeckenswürdigkeiten
Der Cocido Maragato ist ein schweres und aufwendiges Eintopfgericht, das aus mehreren Fleisch- und Wurstsorten und Kichererbsen gekocht wird. Brühe, Fleisch und Kichererbsen werden dann getrennt serviert.
Weitere Spezialitäten sind in Astorga zu finden:
- Hojaldres – ein Blätterteiggebäck
- Mantequadas – ein Butterschmalzgebäck